# La Gaude
La Gaude é uma comuna francesa na região administrativa da Provença-Alpes-Costa Azul, no departamento Alpes Marítimos. Estende-se por uma área de 13,1 km², com  (Gaudois) 6170 habitantes, segundo os censos de 1999, com uma densidade de 470 hab/km².